# Jakarta Globe
Jakarta Globe là một nhật báo tiếng Anh xuất bản tại Indonesia từ ngày 12 tháng 11 năm 2008.
Ban đầu tờ báo có dung lượng 48 trang/số, xuất bản từ thứ Hai đến thứ Bảy. Báo có ba phần: phần An đưa tin tức chung, bao gồm tin tức về Jakarta, tin trong nước và quốc tế; phần B đưa tin về kinh doanh trong nước và quốc tế cũng như tin thể thao và quảng cáo có chọn lọc; phần C đưa tin về nhiều vấn đề đời sống như giải trí, dịch vụ bạn đọc và trang đố vui, hoạt hình. Báo có thêm ấn bản dành cho Chủ Nhật. Báo này chuyển sang dùng khổ Berliner (khổ nhỏ) từ tháng 5 năm 2012. Jakarta Globe dùng cách viết chính tả kiểu tiếng Anh Mỹ và nhấn mạnh vào tính trong sáng của ngôn ngữ viết.
Mục đích chính của báo là đưa thông tin khách quan, thú vị có liên quan đến đời sống độc giả tại Jakarta và Indonesia, cũng như đóng vai trò cánh cửa thông tin tin cậy về Indonesia. Báo này chủ yếu nhắm đến đối tượng người Indonesia và người nước ngoài sống ở Indonesia có học vấn tốt.
Chủ sở hữu của báo này là PT Jakarta Globe Media, công ty con của BeritaSatu Media Holdings.